# Жълтурко
„Жълтурко“ (на английски: Yellowbird; на френски: Gus, petit oiseau, grand voyage) е англоезична френска-белгийско компютърна анимация от 2014 г. на режисьора Кристиан Де Вита. Озвучаващия състав се състои от Сет Грийн, Дакота Фанинг, Кристин Барански, Ивет Никол Браун, Ричард Кайнд, Джим Раш, Дани Глоувър и Елиът Гулд. Премиерата на филма е на 11 октомври 2014 г. в Лондонския филмов фестивал, а след това излиза по кината на 4 февруари 2015 г. във Франция и Белгия.

## Актьорски състав
Английска версия
- Сет Грийн – Жълтурко/Сам
- Дакота Фанинг – Делф
- Дани Глоувър – Дариус
- Джим Раш – Карл
- Елиът Гулд – Совата
- Кристин Барански – Джанет
- Ивет Никол Браун – Калинка
- Ричард Кайнд – Мичка
- Брейди Корбет – Уили
- Джейми Денбо – Маги
- Джейдън Санд – Флек
- Седрик Яброу – Възрастният Флек
- Закари Гордън – Макс
- Джоуи Кинг – Джиджи
- Райън Лий – Антон
- Тара Стронг – Лиса
- Кончата Феръл – Марджъри
- Крис Парсън – Гризач
- Андре Солюзо – Катерица
- Фред Тарашор – Гълъби

Френска версия
- Артур Дюпон – Жълтурко/Сам
- Сара Форестиер – Делф
- Пиер Ричард – Дариус
- Бруно Саломоне – Карл/Совата
- Изабел Рено – Калинка
- Патрис Дозиер – Мичка
- Натали Бутфю – Маги

## В България
В България филмът излиза по кината на 22 май 2015 г. от „А Плюс Филмс“. На 16 май 2016 г. излиза на DVD.
На 8 февруари 2020 г. е излъчен по БНТ 1 до 5 септември 2020 г.

## Дублажи

### Нахсинхронен дублаж
Дублажът е на Андарта Студио.
| Персонаж    | Изпълнител            |
| ----------- | --------------------- |
| Жълтурко    | Живко Джуранов        |
| Делф        | Светлана Смолева      |
| Калинка     | Таня Михайлова        |
| Макс        | Константин Каракостов |
| Антон       | Златина Тасева        |
| Флек        | Цветослава Симеонова  |
| Лиза        | Мина Костова          |
| Дариус      | Сава Пиперов          |
| Мъжки тюлен | Сава Пиперов          |
| Карл        | Явор Караиванов       |
| Уили        | Камен Асенов          |
| Мишок       | Мартин Герасков       |
| Совата      | Емил Емилов           |
| Катеричок   | Емил Емилов           |
| Мичка       | Цанко Тасев           |
| Маги        | Вилма Карталска       |
| Джанет      | ?                     |

### Войсоувър дублаж
Версията с войсоувър дублажа на филма е записан в края на 2019 г. от Българската национална телевизия и е обработен от продуцентско направление „Чужди програми“. Екипът се състои от:
| Преводач           | Деляна Стоянова                                                                                   |
| Редактор           | Веселина Пършорова                                                                                |
| Тонрежисьор        | Аделина Петрова                                                                                   |
| Озвучаващи артисти | Елена Русалиева Лина Шишкова Константин Каракостов Живко Джуранов Георги Сиркатов Момчил Степанов |